# Prodasineura delicatula
Prodasineura delicatula – gatunek ważki z rodziny pióronogowatych (Platycnemididae). Jest endemitem indonezyjskiej wyspy Jawa; występuje tylko w trzech lokalizacjach, w tym w Parku Narodowym Ujung Kulon, na wyspie Nusa Kambangan i w nizinnym lesie Sukabumi.